# Горно Дивяци
Горно Дивяци (на македонска литературна норма: Горно Дивјаци) е село в община Крушево, Северна Македония.

## География
Селото е типично планинско разположено в Бушева планина, северозападно от град Крушево. Част е от областта Горен Демир Хисар.

## История
В XIX век Горно Дивяци е чисто българско село в Битолска кааза, Крушевска нахия на Османската империя. Според Васил Кънчов в 90-те години Горно Дивеци има 50 къщи. Според статистиката му („Македония. Етнография и статистика“) в 1900 година Горно Дивяци има 285 жители, всички българи християни.
На Етнографската карта на Битолския вилает на Картографския институт в София от 1901 година Горно Дивяци е смесено село българи, албанци и власи в Битолската каза на Битолския санджак с 65 къщи.
Според Никола Киров („Крушово и борбите му за свобода“) към 1901 година Горно Дивяци има 100 български къщи.
Цялото население на селото е под върховенството на Българската екзархия. По данни на секретаря на екзархията Димитър Мишев („La Macédoine et sa Population Chrétienne“) в 1905 година в Горно Дивяци има 400 българи екзархисти и работи българско училище. В училището в Горно Дивяци от учебната 1895/1896 година четири години преподава деецът на ВМОРО Тодор Златков.
През септември 1910 година селото пострадва по време на обезоръжителната акция на младотурците. Селото е блокирано от войска и много от жителите му са арестувани, тъй като давали убежище на четата на Блаже Кръстев. Бити са Иван Петров, Тасе Найдов, Стойко Найдов, Лазар Ангелов, Матей Кузманов, а Иван Дамянов, Георги Груев, Костадин Петров са затворени в Битоля.
При избухването на Балканската война в 1912 година 11 души от Горно Дивяци са доброволци в Македоно-одринското опълчение. След Междусъюзническата война в 1913 година селото остава в Сърбия.
Според преброяването от 2002 година селото има 46 жители, всички северномакедонци.

## Личности
Родени в Горно Дивяци
- Богоя Георев, участник в Илинденско-Преображенското въстание[11]
- Богоя Секулев (1866 - след 1943), участник в Илинденско-Преображенското въстание[11]
- Божин Мудурот, участник в Илинденско-Преображенското въстание[11]
- Георгия Груйов, участник в Илинденско-Преображенското въстание[11]
- Илия Божинов, участник в Илинденско-Преображенското въстание[11]
- Илия Гинов, участник в Илинденско-Преображенското въстание[11]
- Костадин Маканик, участник в Илинденско-Преображенското въстание[11]
- Костадин Стойков Гушин, участник в Илинденско-Преображенското въстание[11]
- Кръсте Карев, деец на ВМОРО, четник
- Лазар Ангелов, участник в Илинденско-Преображенското въстание[11]
- Никола Ангелов, участник в Илинденско-Преображенското въстание[11]
- Павле Секулев – Глухия, участник в Илинденско-Преображенското въстание[11][12]
- Стойко Пувте, участник в Илинденско-Преображенското въстание[11]
- Христо Гинов, участник в Илинденско-Преображенското въстание[11]